# Fijixipha valens
Fijixipha valens är en insektsart som beskrevs av Otte, D. och Cowper 2007. Fijixipha valens ingår i släktet Fijixipha och familjen syrsor. Inga underarter finns listade i Catalogue of Life.